# OVER DRIVE (ステレオポニーの曲)
「OVER DRIVE」（オーバー・ドライブ）は、日本のロックバンド・ステレオポニーの7作目のシングル。2010年5月12日リリース。

## 解説
初回生産限定盤には、「はんぶんこ」Video Clip+OVER DRIVE特製マグカップ応募ハガキ封入。2枚目のアルバム「OVER THE BORDER」先行シングル。

## 収録曲
1. OVER DRIVE (4:25)
作詞/作曲：AIMI
読売テレビ・日本テレビ系全国ネット『プロゴルファー花』主題歌。
2. ユメ (3:45)
作詞：SHIHO　作曲：AIMI
3. 虹橋 (3:31)
作詞/作曲：AIMI
4. OVER DRIVE-Instrumental- (4:23)

### DVD
初回生産盤のみ付属。
1. はんぶんこ (Video Clip)

## 収録アルバム
- BEST of STEREOPONY (#1)